# Mads Andersen (joueur d'échecs)
Pour les articles homonymes, voir Mads Andersen et Andersen.
Mads Andersen est un joueur d'échecs danois né le 1er mars 1995 à Nuuk au Groenland.
Au 1er février 2018, il est le deuxième joueur danois avec un classement Elo de 2 606 points.

## Biographie
Grand maître international depuis 2016, Andersen a remporté le championnat du Danemark d'échecs en 2016[réf. souhaitée], 2017[réf. souhaitée] et 2020.
En décembre 2017, il est covainqueur de l'open de Böblingen avec 7 points sur 9.1

## Compétitions par équipe
Mads Andersen a représenté le Danemark lors des championnats d'Europe par équipe de 2013 et 2015, ainsi que des olympiades de 2014 et 2016,.